# (4487) Pocahontas
(4487) Pocahontas ist ein Asteroid vom Amor-Typ, der am 17. Oktober 1987 von Carolyn Shoemaker am Mount Palomar (IAU-Code 675) entdeckt wurde.
Benannt ist der Asteroid nach der legendären Figur Pocahontas, einer Indianerin, die in Ost-Virginia Anfang des 17. Jahrhunderts als Mittlerin zwischen den Stämmen der Virginia-Algonkin und den britischen Kolonisten aufgetreten sein soll.